# Хандала (Бурятія)
Хандала (рос. Хандала) — улус Кабанського району, Бурятії Росії. Входить до складу Сільського поселення Шергінське.
Населення — 287 осіб (2015 рік).